# Метилметакрилат
Мети́лметакрила́т (Метил-2-метилпроп-2-еноат, ММА) — сложный эфир метилового спирта и метакриловой кислоты.
При обычных условиях — бесцветная, летучая, маслянистая жидкость с ароматическим запахом, легко  воспламеняется. Температура кипения — 100,3 °C, в водных растворах температура кипения понижается до 83 °C. Плотность — 0,935 г/см³ (в виде полимера, полиметилметакрилата — 1,2 г/см³ и более).
Химическая формула: {\displaystyle {\ce {CH2=C(CH3)-COOCH3}}}.

## Получение
Исторически первым промышленным методом синтеза метилметакрилата (1930-е, Rohm & Haas, Германия; ICI, Великобритания) является ацетонциангидринный процесс, в котором исходными веществами являются ацетон и синильная кислота, образующие при конденсации ацетонциангидрин:
{\displaystyle {\ce {(CH3)2CO + HCN -> (CH3)2C(OH)CN}}}.
Ацетонциангидрин затем гидролизуется 98 % серной кислотой с образованием сульфата метакриламида, который далее подвергают метанолизу, в результате чего образуется метилметакрилат и гидросульфат аммония:
{\displaystyle {\ce {(CH3)2C(OH)CN + H2SO4 + H2O -> CH2=C(CH3)CONH2.H2SO4,}}}
{\displaystyle {\ce {CH2C(CH3)CONH2.H2SO4 + CH3OH ->CH2=C(CH3)COOCH3 + NH4HSO4}}}.
Гидролиз ацетонциангидрина проводят при 80—140 °C, метанолиз — при ~80 °C, выход продукта составляет ~80 % (по ацетону).
Вариантами метода является дегидратация ацетонциангидрина в метилметакрилонитрил с его последующим метанолизом в присутствии серной кислоты:
{\displaystyle {\ce {(CH3)2C(OH)CN -> CH2=C(CH3)CN,}}}
{\displaystyle {\ce {CH2=C(CH3)CN + CH3OH + H2SO4 -> CH2=C(CH3)COOCH3 + (NH4)2SO4}}}.
Метилметакрилонитрил также может быть синтезирован окислительным аммонолизом изобутилена (процесс Asahi Glass Co.):
{\displaystyle {\ce {CH2=C(CH3)2 + NH3 + [O] -> CH2=C(CH3)CN}}}.
Недостатками циангидринного процесса является использование крайне токсичного цианистого водорода, образование в больших количествах в качестве побочного продукта бисульфата аммония (~1,5 т на тонну метилметакрилата) и высокая энергоемкость при его утилизации.
Для устранения этих недостатков был разработан ряд методов промышленного синтеза метилметакрилата исходя из изобутилена и пропилена — побочных продуктов производства этилена крекингом прямогонных бензинов и самого этилена.

## Применение
Более 50 % производимого метилметакрилата используется для получения акриловых полимеров. Полиметилметакрилат, или органическое стекло, образуется в результате реакции полимеризации ММА. В форме полиметилметакрилата и других смол он применяется, главным образом, в виде листов пластика, порошков для литья и формовки, поверхностных покрытий, эмульсионных полимеров, волокон, чернил и плёнок. Метилметакрилат также применяется в производстве материалов, известных под названием плексигласа или люцита. Они используются в зубных протезах, твердых контактных линзах и клеях. N-бутилметакрилат используется в качестве мономера для смол, сольвентных покрытий, клеев и присадок к маслам, а также входит в состав эмульсий для аппретирования тканей, кожи и бумаги, применяется в производстве контактных линз.

## Опасность
Метилметакрилат может оказывать угнетающее действие на центральную нервную систему, печень, почки; вызывать аллергические реакции глаз, кожи, носа, горла; вызывает сильную головную боль, тошноту, дерматит у рабочих, контактировавших с этим мономером.
Чрезвычайно легко диффундирует через стенки пластмассовых канистр, сосудов, загрязняя воздух.

## Прекурсор
По официальной информации ФСКН метилметакрилат и метилакрилат используются для изготовления наркотических средств 3-метилфентанил, альфа-метилфентанил («белый китаец»), которые в тысячи раз активнее морфина и в несколько сотен раз — героина. Поэтому метилметакрилат внесен в Таблицу II Списка IV Перечня наркотических средств, психотропных веществ и их прекурсоров. Оборот метилметакрилата в Российской Федерации ограничен и в отношении него устанавливаются общие меры контроля. Постановление Правительства РФ от 30.06.1998 N 681 (редакция от 03.06.2010 г.) «Об утверждении перечня наркотических средств, психотропных веществ и их прекурсоров, подлежащих контролю в Российской Федерации».